# Beni Carvalho
Benedito Augusto Carvalho dos Santos (Aracati, 3 de janeiro de 1886 — Rio de Janeiro, 22 de janeiro de 1959) foi um advogado, militar e político brasileiro.

## Biografia
Benedito Augusto Carvalho dos Santos, também conhecido como Beni Carvalho, nasceu em Aracati (CE) no dia 3 de janeiro de 1886, filho de Benedito Augusto dos Santos e de Maria Ermelinda Carvalho dos Santos.
Fez os estudos primários em sua cidade natal e transferiu-se, em 1903, para Fortaleza, onde cursou o secundário no Liceu do Ceará e no Colégio Colombo. Em 1907, ingressou na Faculdade de Direito do Ceará, que frequentou até a quarta série, transferindo-se em seguida para a Faculdade de Direito de Recife, pela qual se bacharelou em 1911.
No ano seguinte passou a lecionar legislação comparada na Faculdade de Direito do Ceará, ao mesmo tempo em que se dedicava à advocacia e ao jornalismo em sua cidade natal. Tendo exercido essas atividades até 1917, retornou a Fortaleza e nesse mesmo ano foi aprovado no concurso para professor catedrático de direito geral da Faculdade de Direito do Ceará, pela qual se doutorou em 1918. Em 1921, foi admitido como professor do Colégio Militar do Ceará.
Em março de 1930, elegeu-se vice-presidente do Ceará e deputado federal pelo mesmo estado, assumindo uma cadeira na Câmara em maio desse mesmo ano. Após a vitória do movimento revolucionário de outubro de 1930, ao qual se opôs, teve seu mandato interrompido em consequência do fechamento de todos os órgãos legislativos do país. Retornou então às suas atividades no magistério. Em 1936 foi nomeado pelo ministro da Educação e Saúde Pública, Gustavo Capanema, membro do Conselho Nacional de Educação, com sede no Rio de Janeiro, então Distrito Federal, sendo transferido no ano seguinte para o Colégio Militar, na mesma cidade.
Após a extinção do Estado Novo, em outubro de 1945, foi nomeado pelo presidente José Linhares interventor federal no Ceará, em substituição a Francisco Meneses Pimentel (1937-1945). Durante sua gestão criou a Secretaria de Educação e Saúde do estado. Em dezembro de 1945 elegeu-se deputado à Assembleia Nacional Constituinte pelo Ceará na legenda da União Democrática Nacional (UDN). Em janeiro de 1946, transmitiu o cargo de interventor a Acrísio Moreira da Rocha e no mês seguinte assumiu uma cadeira na Constituinte. Após a promulgação da nova Carta (18/9/1946), passou a exercer o mandato ordinário. Durante essa legislatura, encerrada em janeiro de 1951, foi membro da Comissão Permanente de Educação e Cultura da Câmara Federal. No pleito de outubro de 1950, tentou, sem sucesso, a reeleição, sempre pela legenda da UDN. Em outubro de 1954 obteve mais uma vez apenas uma suplência de deputado federal na legenda da UDN, não retornando à Câmara.
Ao longo de sua vida, pertenceu à Academia Cearense de Letras, tendo sido seu representante no Rio de Janeiro junto à Federação das Academias de Letras do Brasil. Foi ainda membro do Instituto do Ceará, da Academia Brasileira de Filologia e do Instituto Brasileiro de Cultura, do qual foi também vice-presidente.
Faleceu na cidade do Rio de Janeiro no dia 22 de janeiro de 1959. Era casado com Branca da Cunha Figueiredo Carvalho dos Santos, com quem teve três filhos. Sua filha, Helena Maria Beni Carvalho de Oliveira Borja, casou-se com Célio Borja, deputado federal pela Guanabara (1971-1975) e pelo Rio de Janeiro (1975-1983), ministro do Supremo Tribunal Federal (1986-1992) e ministro da Justiça (1992).

## Obras
- Causas dirimentes e flagrante delito (tese, 1917),
- Morfologia e sintaxe do substantivo (1920),
- Droit et la sociologie (1920),
- Na casa de Tiradentes (1931),
- De florete e luvas (1935),
- Sexualidade anômala no direito criminal (1937),
- Chama extinta (poesias, 1937),
- Appel à l’esprit (1939),
- Crimes contra a religião, os costumes e a família (1943)
- Ação parlamentar (1950).